# جون إم. باكستون جونيور
جون إم. باكستون جونيور (بالإنجليزية: John M. Paxton, Jr.)‏ هو ضابط أمريكي، ولد في 25 يونيو 1951 في تشيستر في الولايات المتحدة.